# ضمة فولنيفيكوس
ضمة فولنيفيكوس ( الإسم العلمي: Vibrio vulnificus) هي نوع من البكتيريا من جنس بكتيريا الضمة السلبية الغرام، و مرتبطة ارتباطا وثيقا بضمة الكوليرا.  و هي  تتواجد في البيئات البحرية، خاصة في خليج المكسيك. وقد زادت حالات الإصابة بهذا النوع من البكتيريا في شرق الولايات المتحدة ثمانية أضعاف من عام 1988 إلى عام 2018.

## السلالة
ضمة فولنيفيكوس هو نوع من البكتيريا سلبية الغرام، و متحركة، و منحنية على شكل قضيب (عصية)،و مسببة للأمراض.
توجد  في البيئات البحرية مثل مصبات الأنهار والبرك قليلة الملوحة أو المناطق الساحلية،  وقد لوحظ أن أكثر سلالاتها ضررًا هي تلك الموثقة في ثلاثة أشكال مختلفة. الأول في كبسولة متعددة السكاريد مضادة للبلعمة تحمي البكتيريا. من خلال تغليف البكتيريا، لا يمكن أن تحدث البلعمة، مما يسمح لها بالانتشار في جميع أنحاء الكائن الحي الذي توجد فيه. الطريقة الثانية التي تكون بها  أكثر ضررًا هي بعض السموم التي تخلقها.  هذه السموم ليست جزءًا من العدوى التي تسببها، بل هي جزء من عدوى ثانوية في الجهاز الهضمي. وأخيرًا، لوحظ أن هذا النوع من البكتيريا تسبب ضررًا أكبر للمرضى الذين لديهم مستويات أعلى من الحديد.

## حجم الجينوم

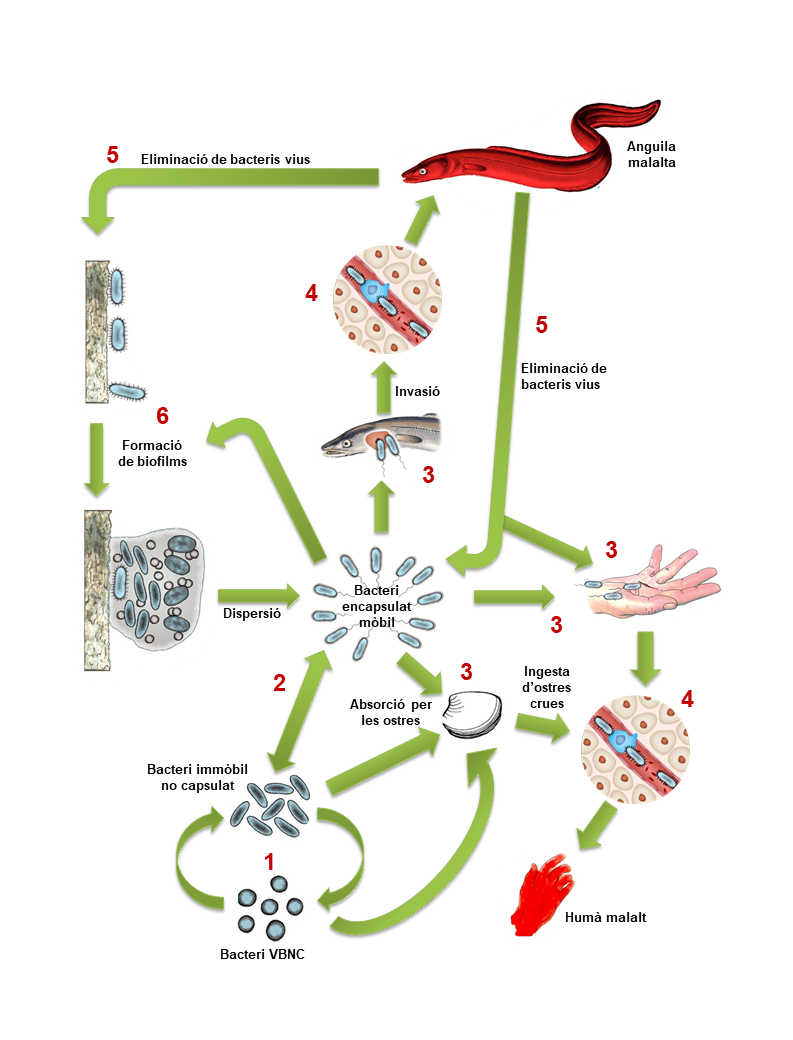
رسم خطيطي لدورة ضمة فولنيفيكوس

يبلغ حجم جينوم ضمة فولنيفيكوس حوالي 5.3 مليون زوج  قاعدي. يتكون الجينوم من نسختين دائريتين، على غرار جينوم ضمة الكوليرا الذي يحتوي أيضًا على كروموسوم كبير وآخر صغير. ومع ذلك، فإن جينوم ضمة فولنيفيكوس أكبر بميجا قاعدة على الأقل.

## التحول الطبيعي
التحول الطبيعي هو تكيف بكتيري لنقل الحمض النووي بين الخلايا الفردية. وقد وجد أن ضمة فولنيفيكوس أصبح قابلاً للتحول بشكل طبيعي أثناء النمو على الكيتين في شكل أصداف السلطعون.ومن شأن القدرة على إجراء تجارب التحول في المختبر الآن أن تسهل التحليل الجيني الجزيئي لهذا العامل الممرض.

## العلامات و الأعراض
ضمة فولنيفيكوس بكتيريا شديدة الضراوة، يمكن أن تسبب ثلاثة أنواع من العدوى:
- التهاب المعدة والأمعاء الحاد الناتج عن تناول المحار النيء أو غير المطبوخ جيدًا: تشمل الأعراض القيء والإسهال وآلام البطن.
- يمكن أن يحدث الإنتان الخمح الغازي بعد تناول المحار النيء أو غير المطبوخ جيدًا. و تكون ضمة فولنيفيكوس أكثر عرضة للانتشار في مجرى الدم بمقدار 80 مرة لدى الأشخاص الذين يعانون من ضعف في جهاز المناعة، وخاصة أولئك الذين يعانون من أمراض الكبد المزمنة..
- يمكن أن تحدث عدوى الجروح النخرية في الجلد المصاب المعرض لمياه البحر الملوثة. حيث  تدخل بكتيريا ضمة فولنيفيكوس الجسم من خلال الجروح المفتوحة عند السباحة أو الخوض في المياه الملوثة، أو من خلال الجروح الثاقبة الناتجة عن أشواك الأسماك مثل سمك الرقيطة.

لدى الأشخاص الأصحاء، يمكن أن يسبب تناول ضمة فولنيفيكوس القيء والإسهال وآلام البطن. لدى شخص يعاني من ضعف في جهاز المناعة، وخاصة أولئك الذين يعانون من أمراض الكبد المزمنة، يمكن أن يصيب مجرى الدم، مما يسبب مرضًا شديدًا يهدد الحياة، و يتميز بالحمى والقشعريرة وانخفاض ضغط الدم (الصدمة الإنتانية) وآفات الجلد البثور.
في حين ثبت أن الرجال أكثر عرضة لخطر الإصابة بهذه العدوى من النساء، فإن الأمراض المصاحبة مثل تليف الكبد الكحولي والأمراض التي تصيب جهاز الغدد الصماء (داء السكري والتهاب المفاصل الروماتويدي وما إلى ذلك) تجعل الشخص أكثر عرضة لخطر الإصابة بعدوى من ضمة فولنيفيكوس.

## علم الأمراض

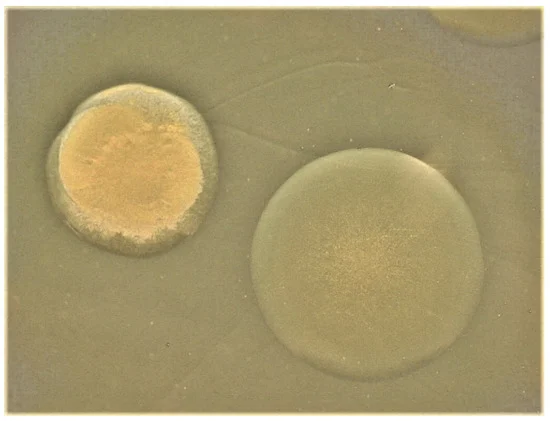
مستعمرة معتمة وشفافة من ضمة فولنيفيكوس

-علبة البكتيريا: تحتوي  ضمة فولنيفيكوس على محفظة جرثومية مصنوعة من عديدات السكاريد، ويُعتقد أنها تحمي من البلعمة. كما تساعد الكبسولة البكتيريا على الهروب من عملية الالتهام.
-الذيفان الداخلي: مثل جميع البكتيريا سالبة الجرام، تحتوي ضمة فولنيفيكوس على ( LPS) عديد السكاريد الشحمي كمكون رئيسي لغشاءها الخارجي.  فإن البروتينات الكبسولية التي تعبر عنها البكتيريا قادرة على إنتاج استجابة مناعية تساهم في متلازمة الصدمة.
- السموم الخارجية: تُنتج ضمة فولنيفيكوس عددًا من السموم خارج الخلية مثل الميتالوبروتياز، والسيتوليزين/الهيموليزين، وسمّ التكرارات متعددة الوظائف و السموم ذاتية المعالجة (MARTX)، المسؤولة بشكل أكبر عن انتشار البكتيريا في الأمعاء مسببة تعفن الدم.
- الحديد: يعتمد نمو ضمة فولنيفيكوس على كمية الحديد التي يمكن للبكتيريا الوصول إليها. قد يكون الارتباط الملحوظ بين العدوى وأمراض الكبد  بسبب قدرة السلالات الأكثر ضراوة على التقاط الحديد المرتبط بالترانسفيرين.
- النوع الرابع من الشعرة: تحتوي فطريات ضمة فولنيفيكوس على جينات تُشفِّر عملية التخليق الحيوي لشعرة من النوع الرابع ( type IV pilus).  وقد تُساعد على الالتصاق بخلايا العائل وزيادة حركتها.

## العلاج
يبلغ معدل الوفيات بسبب عدوى الجروح بفبريو فولنيفيكوس حوالي 25٪. ولدى الأشخاص الذين تتفاقم نتائج العدوى لديهم إلى تعفن الدم عادةً بعد الابتلاع، يرتفع معدل الوفيات إلى 50٪.
يموت غالبية هؤلاء الأشخاص في غضون أول 48 ساعة من العدوى. العلاج الأمثل غير معروف، ولكن في دراسة استرجاعية أجريت على 93 شخصًا في تايوان، ارتبط استخدام الجيل الثالث من السيفالوسبورين والتتراسيكلين (مثل سيفترياكسون ودوكسيسيكلين على التوالي) بتحسن النتيجة.
لذلك، هناك حاجة إلى تجارب سريرية مستقبلية لتأكيد هذه النتيجة.
وبالمثل، توصي الجمعية الطبية الأمريكية ومراكز السيطرة على الأمراض والوقاية منها (CDC) بعلاج الشخص باستخدام الكينولون أو الدوكسيسيكلين الوريدي مع السيفتازيديم. كان أول علاج ناجح موثق لتسمم الدم الخاطف لضمة الفولنيفيكوس في عام 1995. وكان  عبارة عن السيفتازيديم والسيبروفلوكساسين الوريدي والدوكسيسيكلين الوريدي، والذي أثبت نجاحه.

## علم الأوبئة

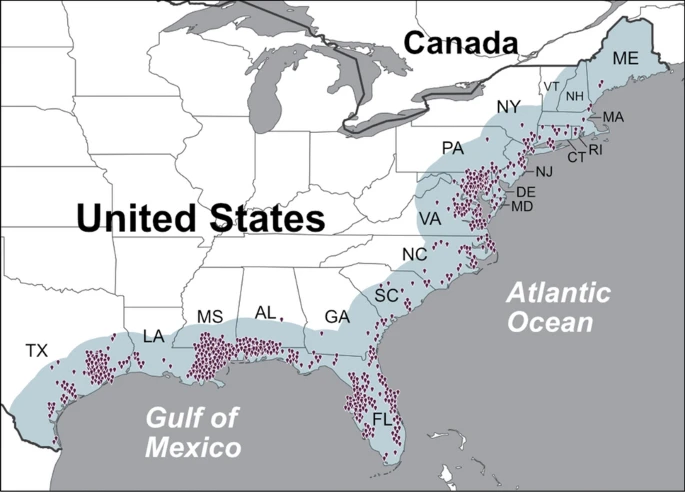
علم الأوبئة :عدوى ضمة فولنيفيكوس

توجد بكتيريا ضمة فولنيفيكوس بشكل شائع في خليج المكسيك، حيث توفي أكثر من اثني عشر شخصًا بسبب العدوى منذ عام 1990. كانت معظم الوفيات في ذلك الوقت تحدث بسبب الإنتان المفاجئ، إما في منطقة حصاد المحار أوبسبب ابتلاعه، أو لدى السياح العائدين إلى ديارهم. كان عدم التعرف على المرض، وكذلك عوامل الخطر والعرض والسبب، عقبات رئيسية أمام تحقيق نتائج جيدة والشفاء.
يبدو أن ارتفاع درجات الحرارة الموسمية وانخفاض مستويات الملوحة يؤديان إلى زيادة تركيز بكتيريا ضمة فولنيفيكوس داخل المحار، الذي يتغذى بالترشيح في ساحل المحيط الأطلسي للولايات المتحدة وخليج المكسيك، وخاصة المَحَارِيَّات نوع المحار الشرقي (Crassostrea virginica). وقد أثبت العلماء بشكل متكرر وجود هذه البكتيريا في أمعاء المحار والمحاريات الأخرى وفي أمعاء الأسماك التي تعيش في الشعاب المرجانية للمحار.

## تاريخ
تم عزل العامل الممرض لأول مرة في عام 1976 من سلسلة من عينات دم مقدمة إلى مركز السيطرة على الأمراض والوقاية منها في أتلانتا. وقد تم وصفه بأنه "ضمة إيجابية للاكتوز". وقد أطلق عليه في البداية إسم "Beneckea vulnifica"، ثم أطلق عليه في الأخير إسم" Vibrio vulnificus "من قبل ج.ج فارمر في عام 1979.
في عام 2005، حدد مسؤولو الصحة بوضوح سلالات عدوى ضمة فولنيفيكوس بين الأشخاص الذين تم إجلاؤهم من نيو أورلينز بسبب الفيضانات التي سببها إعصار كاترينا.
في عام 2015، تم الإبلاغ عن ثماني حالات إصابة بعدوى  ضمة فولنيفيكوس في فلوريدا، مما أدى إلى وفاة حالتين.
في عام ٢٠٢٢، عقب إعصار إيان، شهدت مقاطعة لي بولاية فلوريدا ارتفاعًا حادًا في الإصابات والوفيات الناجمة عن بكتيريا ضمة فولنيفيكوس. وبحلول ١٨ أكتوبر ٢٠٢٢، سُجِّلت أربع وفيات و٢٩ حالة مرضية منذ وصول الإعصار إلى اليابسة في أواخر سبتمبر.

## إقرأ أيضا
- المحار الشرقي
- ضمة هاردي